# Maksym Burbak
Maksym Jurijovytj Burbak, född 13 januari 1976 i Tjernivtsi i Ukrainska SSR, är en ukrainsk politiker. Han var under en kortare period år 2014 infrastrukturminister i Regeringen Jatsenjuk I. Burbak satt i det ukrainska parlamentet, Verchovna Rada, från 2012 till 2019. Inledningsvis representerade han Fäderneslandsförbundet och senare Folkfronten.